# كرة القدم من أجل الصداقة
كرة القدم من أجل الصداقة هو برنامج اجتماعي عالمي خاص بالأطفال يُنظم سنويًا بواسطة الشركة المساهمة العامة «غازبروم». يهدف البرنامج إلى تعزيز احترام الثقافات والجنسيات المختلفة بين الأطفال من البلدان المختلفة وإلى غرس القيم المهمة والاهتمام بنمط الحياة الصحي في جيل الشباب من خلال كرة القدم. 
وفي إطار البرنامج يشارك لاعبي كرة القدم البالغين من العمر 12 عامًا من عدة دول مختلفة في المنتدى العالمي السنوي للأطفال، وكأس العالم في «كرة القدم من أجل الصداقة»، واليوم العالمي لكرة القدم والصداقة. 
ويدعم هذا البرنامج الاتحاد الدولي لكرة القدم، والاتحاد الأوروبي لكرة القدم، والأمم المتحدة، واللجنة الأولمبية الدولية، واللجنة البارالمبية الدولية، ورؤساء الدول والحكومات، واتحادات كرة القدم في البلدان المختلفة، والمؤسسات الخيرية الدولية، ومنظمات غير حكومية، ونوادي كرة القدم الرائدة في العالم. والمنظم العالمي للبرنامج هي مجموعة الاتصالات AGT (روسيا). 

## التاريخ

### كرة القدم من أجل الصداقة 2013
أُقيم أول منتدى عالمي للأطفال «كرة القدم من أجل الصداقة» في 25 مايو 2013 بمدينة لندن. وشارك فيه 670 طفلاً من 8 دول: بلغاريا، وبريطانيا، والمجر، وألمانيا، واليونان، وروسيا، وصربيا، وسلوفينيا.
تم تمثيل روسيا بواسطة 11 فريق كرة قدم من 11 مدينة روسية والتي سوف تستضيف مباريات كأس العالم لكرة القدم فيفا في 2018. كما شاركت في المنتدى كذلك فرق الناشئين من أندية زينيت، وتشيلسي، وشالكه 04، وكرفينا زفيزدا، والفائزون في يوم غازبروم الرياضي للأطفال، والفائزون في مهرجان فاكيل
أثناء المنتدى، تبادل الأطفال الحديث مع نظرائهم من الدول الأخرى، ومع لاعبي كرة قدم مشاهير، وحضروا كذلك المباراة النهائية لدوري الأبطال الأوروبي لموسم 2012/2013 في ستاد ويمبلي
علق وزير رياضة المملكة المتحدة، هاك روبرتسن، عن الحدث قائلا: «يعتبر مشروع كرة القدم من أجل الصداقة فرصة هامة للشباب من جميع أنحاء أوروبا للالتقاء من خلال قوة الرياضة.انه أمر عظيم أن يكون مشاركين ونتج عن المنتدى رسالة مفتوحة قام الأطفال فيها بصياغة القيم الثمانية للبرنامج: الصداقة، والمساواة، والعدل، والصحة، والسلام، والوفاء، والانتصار، والتقاليد. وقد تم إرسال الرسالة لاحقًا إلى رؤساء الاتحاد الأوروبي لكرة القدم، والاتحاد العالمي لكرة القدم، واللجنة الأولمبية الدولية».
في سبتمبر 2013، وأثناء اجتماعه مع فلاديمير بوتين وفيتالي موتكو، أكد سيب بلاتر استلامه الرسالة وأعلن عن استعداده لدعم كرة القدم من أجل الصداقة. أكد جوزيف بلاتير، في شهر سبتمبر 2013، خلال لقائه بفلاديمير بوتين وفيتالي موتكو، على حصوله على الرسالة معربا في الوقت نفسه عن دعمه لقيم كرة القدم من أجل الصداقة.
«إنه صحيح أن المبادئ الأساسية المذكورة يجب أن تلعب دورا أساسيا فيما يخص لاعبي كرة القدم ومحبي كرة القدم. انني فخور بحصولي على هذه الرسالة وسأدعم هذه المبادئ بكل سرور».

### كرة القدم من أجل الصداقة 2014
أُقيم الموسم الثاني من برنامج كرة القدم من أجل الصداقة بمدينة لشبونة من 23 إلى 25 مايو 2014، وشارك فيه أكثر من 450 شابًا من 16 دولة: بيلاروسيا وبلغاريا وبريطانيا والمجر وألمانيا وإيطاليا وهولندا وبولندا والبرتغال وروسيا وصربيا وسلوفينيا وتركيا وأوكرانيا وفرنسا وكرواتيا. شارك لاعبي كرة القدم الناشئين في المنتدى العالمي كرة القدم من أجل الصداقة، وفي دورة لكرة قدم الشوارع، وحضروا المباراة النهائية لدوري الأبطال الأوروبي لموسم 2013/2014.
فاز بالدورة الدولية لكرة قدم الشوارع في 2014 فريق بنفيكا للناشئين (البرتغال).
نتج عن الموسم الثاني للبرنامج انتخاب قائد لحركة كرة القدم من أجل الصداقة. والذي كان فيليبي سواريز من البرتغال. في يونيو 2014، وبصفته قائدًا للحركة، قام فيليبي بزيارة الدورة الدولية التاسعة لكرة القدم للشباب في ذكرى يوري اندريفيتش موروزوف.

### كرة القدم من أجل الصداقة 2015
أُقيم الموسم الثالث للبرنامج الاجتماعي العالمي كرة القدم من أجل الصداقة في يونيو 2015 بمدينة برلين  شارك في البرنامج للمرة الأولى ناشئين من القارة الآسيوية، وذلك بحضور فرق كرة قدم للأطفال من اليابان والصين وكازاخستان. وإجمالاً، شاركت فرق الناشئين من 24 نادي لكرة القدم من 24 دولة في الموسم الثالث.
تبادل لاعبي كرة القدم الصغار الحديث مع نظرائهم من دول أخرى ومع نجوم كرة القدم العالمية، وكان من بينهم السفير الدولي للبرنامج فرانز بيكنباور، كما شاركوا في الدورة الدولية لكرة قدم الشوارع ضمن فرق الناشئين.
فاز بالدورة الدولية لكرة قدم الشوارع في 2015 فريق رابيد للناشئين (النمسا).
تمت تغطية فعاليات الموسم الثالث لبرنامج كرة القدم من أجل الصداقة بواسطة ما يقرب من 200 صحفيًا من أبرز المنشورات العالمية، بالإضافة إلى 24 مراسل في مقتبل العمر من أوروبا وآسيا، والذين كانوا أعضاءً في المركز الصحفي العالمي الخاص بالأطفال.
أبرز أحداث موسم 2015 كان حفل تسليم كأس القيم التسعة والذي فاز به فريق برشلونة لكرة القدم (إسبانيا) 
تم تغطية الحدث من قبل 200 صحفي من أهم وسائل الإعلام العالمية بالإضافة إلي 24 مراسل شاب من أوروبا وأسيا الذين التحقوا بالمركز الدولي لصحافة الأطفال 
تم اختيار الفائز بواسطة الأطفال في الليلة السابقة للمنتدى من خلال المشاركة في تصويت عالمي عُقد في جميع الدول الأربعة والعشرين المشاركة.
في نهاية المنتدى، اتبع جميع المشاركون التقليد المتعارف عليه بحضور المباراة النهائية لدوري الأبطال الأوروبي لموسم 2014/2015 في الملعب الأوليمبي بمدينة برلين.

### كرة القدم من أجل الصداقة 2016
[تم الإعلان عن بدء البرنامج الاجتماعي العالمي للأطفال كرة القدم من أجل الصداقة في 2016 من خلال مؤتمر صحفي عبر برنامج Hangout على الإنترنت، والذي تم عقده في 24 مارس بمدينة ميونخ. بمشاركة السفير الدولي للبرنامج فرانز بيكنباور ، في الموسم الرابع من البرنامج، انضمت 8 فرق جديدة للناشئين.
من أذربيجان والجزائر وأرمينيا والأرجنتين والبرازيل وفيتنام وكازاخستان وسوريا  وبالتالي بلغ إجمالي عدد الدول المشاركة 32. في 5 أبريل 2016، بدأ التصويت لتحديد الفائز بالجائزة المميزة كاس القيم التسعة.
شارك المشجعون من جميع أنحاء العالم في اختيار الفائز، لكن القرار النهائي كان من خلال تصويت المشاركين في برنامج كرة القدم من أجل الصداقة. فاز بالكأس فريق بايرن لكرة القدم (ميونخ) أشار المشاركون في كرة القدم من أجل الصداقة إلى أنشطة النادي في دعم الأطفال من ذوي الاحتياجات الخاصة، بالإضافة إلى مبادرات توفير العلاج للأطفال في دول مختلفة ومد يد العون إلى من يحتاج إليها.
تمت إقامة المنتدى العالمي الرابع للأطفال كرة القدم من أجل الصداقة والمباراة النهائية للدورة الدولية لكرة قدم الشوارع الخاصة بالأطفال في 27 و28 مايو 2016 بمدينة ميلانو.  فاز بالدورة فريق ماريبور من سلوفينيا  في نهاية المنتدى، اتبع المشاركون التقليد المتعارف عليه بحضور المباراة النهائية لدوري الأبطال الأوروبي. . تمت تغطية فعاليات المنتدى بواسطة أكثر من 200 صحفي من أبرز الوسائل الإعلامية العالمية، بالإضافة إلى المركز الصحفي العالمي الخاص بالأطفال، والذي ضم صحفيين في مقتبل العمر من الدول المشاركة.
شارك لاعبي كرة قدم ناشئين من نادي الوحدة السوري في الموسم الرابع من كرة القدم من أجل الصداقة، وذلك لأول مرة في تاريخ البرنامج. انضمام الفريق السوري إلى المشاركين في البرنامج، وزيارة أطفال سوريون للفعاليات المقامة في ميلانو كان خطوة مهمة تجاه التغلب على العزلة الإنسانية للبلاد. قام مجلس تحرير الأخبار الرياضية باللغة العربية بالقناة التلفزيونية العالمية «روسيا اليوم»، وبمساعدة الاتحاد السوري لكرة القدم، بتصوير فيلم وثائقي بعنوان «ثلاثة أيام بدون حرب» والذي يدور حول الأطفال المشاركين في المشروع. في 14 سبتمبر 2016، زار أكثر من 7000 شخص قاعة العرض الأول للفيلم في دمشق.

### كرة القدم من أجل الصداقة 2017
مكان إقامة المشروع الاجتماعي العالمي للأطفال كرة القدم من أجل الصداقة في 2017 كان مدينة سانت بطرسبرج (روسيا) ، وجرت الفعاليات الختامية هنا في الفترة من 26 يونيو إلى 3 يوليو. 
في 2017، زاد عدد الدول المشاركة من 32 إلى 64 دولة. وللمرة الأولى، حضر برنامج كرة القدم من أجل الصداقة أطفال من المكسيك والولايات المتحدة وهكذا، جمع المشروع اللاعبين الصغار من أربع قارات، هي أفريقيا وأوراسيا وأمريكا الشمالية وأمريكا الجنوبية.. وهكذا، جمع المشروع اللاعبين الصغار من أربع قارات، هي أفريقيا وأوراسيا وأمريكا الشمالية وأمريكا الجنوبية  وهكذا، جمع المشروع اللاعبين الصغار من أربع قارات، هي أفريقيا وأوراسيا وأمريكا الشمالية وأمريكا الجنوبية ، تم تنفيذ البرنامج وفق مفهوم جديد: تم اختيار لاعب كرة ناشئ من كل دولة لتمثيلها. واتحد اللاعبون في ثمانية فرق صداقة عالمية مكونة من فتيان وفتيات يبلغون من العمر 12 عامًا، بما في ذلك الأطفال ذوي الإعاقات.
ومن خلال إجراء قرعة مفتوحة، تم تحديد الدول التي يتشكل منها كل فريق ومراكز اللعب لممثلي الدول المشاركة. تم إجراء القرعة في مؤتمر عبر الإنترنت. وترأس فرق الصداقة الثمانية مدربون شباب: رينيه لامبرت (سلوفينيا)، ستيفان ماكسيموفيتش (صربيا)، براندون شاباني (بريطانيا)، شارلي سو (الصين)، أناتولي شينتولويف (روسيا)، بوجدان كروليفيتسكي (روسيا)، أنطون إيفانوف (روسيا)، إيما هينشين (هولندا). وشاركت في إجراء القرعة كذلك ليلياي ماتسوموتو (اليابان) كممثل للمركز الصحفي العالمي لكرة القدم من أجل الصداقة فاز بكأس العالم لكرة القدم من أجل الصداقة 2017 الفريق «البرتقالي» والذي تكون من مدرب شاب ولاعبي كرة قدم ناشئين من تسع دول: رينيه لامبرت (سلوفينيا)، هونج كون مارفن تو (سنغافورة)، بول بويج مونتانا (إسبانيا)، جابرييل ميندوزا (بوليفيا)، رافان كازيموف (أذربيجان)، كريسيمير ستانيميروف ستانشيف (بلغاريا)، إيفان أوجستين كاسكو (الأرجنتين)، رومان هوراك (التشيك)، حمزة يوسف نوري الحفاط (ليبيا).
شهد المنتدى العالمي للأطفال كرة القدم من أجل الصداقة حضور كل من فيكتور زوبكوف (رئيس مجلس إدارة الشركة المساهمة العامة غازبروم) (اليابان).
، وفاطمة سامورا (الأمين العام للاتحاد الدولي لكرة القدم)، وفيليب لي فلوك (المدير العام التجاري للاتحاد الدولي لكرة القدم)، وجوليو باتيستا (لاعب كرة القدم البرازيلي)، وإيفان زامورانو (المهاجم التشيلي)، وألكسندر كيرجاكوف (لاعب كرة القدم الروسي)، وغيرهم من الضيوف الذين دعوا إلى تعزيز القيم الإنسانية الأساسية بين جيل الشباب
في 2017، جمع المشروع بين أكثر من 600 ألف شخص، وحضر أكثر من 1000 شخص من الأطفال والكبار من 64 دولة الفعاليات الختامية في سانت بطرسبرج.

### كرة القدم من أجل الصداقة 2018
تم إقامة الموسم السادس من برنامج كرة القدم من أجل الصداقة لعام 2018 خلال الفترة من 15 فبراير إلى 15 يونيو في روسيا. وعقدت المباريات النهائية في موسكو عشية كأس العالم لكرة القدم 2018 المقام تحت رعاية الاتحاد الدولي لكرة القدم. من بين المشاركين في البرنامج لاعبي كرة قدم وصحفيين شباب من 211 دولة ومنطقة في العالم.  تم الإعلان عن البداية الرسمية للبرنامج موسم 2018 في القرعة المفتوحة لكرة القدم من أجل الصداقة على الهواء، والتي نتج عنها تكوين 32 فريق كرة القدم أو ما يعرف باسم فرق الصداقة الدولية.
وفي 2018 في إطار رسالة بيئية تمت تسمية فرق الصداقة الدولية لكرة القدم بأسماء أنواع حيوانات نادرة ومهددة بالانقراض:
فرق الصداقة الدولية لبرنامج كرة القدم من أجل الصداقة لعام 2018
الفيل الأفريقي
تنين الكومودو
قرد الكيبونجي
السلحفاة العملاقة
غزال المهر
الفهد الصياد
وحيد القرن
القرش الملاك
الدب القطبي
الليمور
الدب الأشهب
القرش الحوت
الكسلان ثلاثي الأصابع
الكوبرا الملك
الشمبانزي
تمساح الغريال الهندي
الغوريلا الغربية
نقار الخشب الإمبراطوري
ظبي السايغا
كبوشي أبيض المقدمة
الكوالا
النمر السيبيري
الحمار الوحشي الإمبراطوري
إنسان الغاب
الباندا العملاقة
بطريق ماجلان
زرافة روثشيلد
الحوت الأحدب
الكلب البري الأفريقي
الأسد
فرس النهر
أسد بحر جالاباجوس
وإضافة إلى ذلك في إطار الرسالة البيئية لعام 2018 سيتم في 30 مايو إطلاق الفعالية الدولية Happy Buzz Day ، داعيا المجتمع العالمي لدعم المنظمات لإنقاذ الأنواع الحيوانية النادرة. وانضمت المنتزهات الوطنية واحتياطيات لروسيا والولايات المتحدة ونيبال والمملكة المتحدة إلى هذه الفعالية  بالإضافة خلال المباريات النهائية لبرنامج كرة القدم من أجل الصداقة في موسكو انتقل المشاركون على متن حافلات صديقة للبيئة تعمل بالغاز الطبيعي.  
فيما يلي الدول والمناطق المشاركة في برنامج كرة القدم من أجل الصداقة في 2018:
1.	أستراليا
2.	النمسا
3.	أذربيجان
4.	الجزائر
5.	جزر فيرجن الأمريكية
6.	ساموا الأمريكية
7.	أنجويلا
8.	انتيجوا وباربودا
9.	مصر
10.	الأرجنتين
11.	أروبا
12.	باربادوس
13.	بيليز
14.	جزر بيرمودا
15.	فنزويلا
16.	البوسنة والهرسك
17.	جزر فيرجن البريطانية
18.	بوركينا فاسو
19.	لوكسمبورج
20.	المجر
21.	أوروغواي
22.	الجابون
23.	غينيا
24.	جبل طارق
25.	بروناي دار السلام
26.	إسرائيل
27.	قطر
28.	الكويت
29.	ليبيا
30.	فلسطين
31.	جرينادا
32.	اليونان
33.	جورجيا
34.	تيمور الشرقية
35.	الكونغو
36.	ساو تومي وبرنسيب
37.	سريلانكا
38.	الدومينيكان
39.	الأردن
40.	أفغانستان
41.	إيران
42.	موريتانيا
43.	إيطاليا
44.	اليمن
45.	جزر كايمان
46.	كندا
47.	الصين
48.	تايبيه الصينية (تايوان)
49.	أندورا
50.	ليختنشتاين
51.	غيانا
52.	كوريا الشمالية
53.	البحرين
54.	بلجيكا
55.	بوتان
56.	الدنمارك
57.	أسبانيا
58.	كامبوديا
59.	ليسوتو
60.	المغرب
61.	هولندا
62.	النرويج
63.	السعودية
64.	سوازيلاند
65.	تايلاند
66.	تونغا
67.	السويد
68.	قيرغيزستان
69.	كوراساو
70.	لاوس
71.	لاتفيا
72.	لبنان
73.	ليتوانيا
74.	ماليزيا
75.	المالديف
76.	المكسيك
77.	بوليفيا
78.	منغوليا
79.	مونتسيرات
80.	بنغلاديش
81.	بابوا غينينا الجديدة
82.	ساموا
83.	نيوزيلندا
84.	كاليدونيا الجديدة
85.	تنزانيا
86.	الإمارات
87.	جزر كوك
88.	جزر تركس وكايكوس
89.	ألبانيا
90.	أنغولا
91.	أرمينيا
92.	بيلاروسيا
93.	بنين
94.	بلغاريا
95.	بوتسوانا
96.	بوروندي
97.	فانواتو
98.	هايتي
99.	جامبيا
100.	غانا
101.	جواتيمالا
102.	غينيا بيساو
103.	هوندوراس
104.	جيبوتي
105.	زامبيا
106.	زيمبابوي
107.	الهند
108.	إندونيسيا
109.	العراق
110.	أيرلندا
111.	أيسلندا
112.	كازاخستان
113.	كينيا
114.	قبرص
115.	كولومبيا
116.	الكونغو
117.	كوريا الجنوبية
118.	كوسوفو
119.	كوستا ريكا
120.	ساحل العاج
121.	كوبا
122.	ليبيريا
123.	موريشيوس
124.	مدغشقر
125.	مقدونيا
126.	مالاوي
127.	مالي
128.	مالطا
129.	موزمبيق
130.	مولدوفا
131.	ناميبيا
132.	النيجر
133.	نيكاراجوا
134.	الرأس الأخضر
135.	باكستان
136.	بنما
137.	باراجواي
138.	بيرو
139.	بولندا
140.	البرتغال
141.	رواندا
142.	سان مارينو
143.	سيشيل
144.	السنغال
145.	صربيا
146.	سنغافورة
147.	سلوفينيا
148.	ميانمار
149.	السودان
150.	سورينام
151.	سيراليون
152.	طاجيكستان
153.	ترينداد وتوباجو
154.	تركمانستان
155.	أوغندا
156.	أوزباكستان
157.	فيجي
158.	الفلبين
159.	كرواتيا
160.	تشاد
161.	الجبل الأسود
162.	تشيلي
163.	الإكوادور
164.	غينيا الاستوائية
165.	السلفادور
166.	جنوب السودان
167.	الكاميرون
168.	روسيا
169.	رومانيا
170.	هونج كونج
171.	بورتوريكو
172.	أيرلندا الشمالية
173.	سانت فينسنت والجرينادين
174.	سانت لوسيا
175.	سوريا
176.	سلوفاكيا
177.	الباهاماس
178.	دومينيكا
179.	المملكة المتحدة وأيرلندا الشمالية
180.	الولايات المتحدة
181.	جزر سليمان
182.	فيتنام
183.	جزر القمر
184.	ماكاو
185.	عُمان
186.	تاهيتي
187.	غوام
188.	توجو
189.	تونس
190.	تركيا
191.	أوكرانيا
192.	ويلز
193.	جزر فارو
194.	نيبال
195.	إثيوبيا
196.	البرازيل
197.	ألمانيا
198.	نيجريا
199.	الصومال
200.	سانت كيتس ونيفيس
201.	فنلندا
202.	فرنسا
203.	أفريقيا الوسطى
204.	التشيك
205.	سويسرا
206.	اسكتلندا
207.	إريتريا
208.	إستونيا
209.	جنوب أفريقيا
210.	جامايكا
211.	اليابان
شاركت في بطولة كأس العالم لكرة القدم من أجل الصداقة لعام 2018 32 فرق الصداقة الدولية. وللمرة الأولى في تاريخ المشروع علق على المباراة النهائية يزن طه، المعلق الشاب من سوريا، وتم الحكم على المباراة من قبل الحكم الشاب من روسيا بوغدان باتالين.
وفاز بكأس العالم لكرة القدم من أجل الصداقة عام 2018 الفريق «الشمبانزي» المتكون من لاعبين شباب من دومينيكا، وسانت كيتس ونيفيس، ومالاوي، وكولومبيا، وبنين، وجمهورية الكونغو الديمقراطية. وقام الشاب المشارك من سارانسك اسمه فلاديسلاف بولياكوف بتدريب الفريق.
واختتم الموسم السادس من البرنامج بإجراء المنتدى الدولي للأطفال «كرة القدم من أجل الصداقة» الذي عقد في 13 يونيو في مركز موسكفاريوم لعلوم المحيطات والأحياء البحرية. زاره فيكتور زوبكوف (رئيس مجلس إدارة للشركة المساهمة العامة «غازبروم»)، أولغا غولوديتس (نائبة رئيس الحكومة لروسيا الاتحادية)، إيكر كاسياس (لاعب كرة القدم الإسباني، القائد السابق للمنتخب الوطني)، ألكسندر كيرزاكوف (لاعب كرة القدم الروسي، ومدرب فريق كرة القدم للشباب الروسي) فضلا عن ممثلي 54 سفارة من جميع أنحاء العالم والضيوف الآخرين.
حصل خلال المنتدى أفضل لاعبي كرة القدم الشباب في الموسم السادس على الجوائز  وبينهم: ديهو كالينغا موينزي من جمهورية الكونغو الديمقراطية (أفضل المهاجمين)، ياميرو أورا من بنين (أفضل لاعب وسط)، إيفان فولينكين من ويلز (أفضل حارس مرمى)، غوستافو سينترا روتشا من البرازيل (اللاعب الأكثر قيمة).
وأصبحت شايكالي أسينسيون من أروبا أفضل صحافية شابة في برنامج كرة القدم من أجل الصداقة في عام 2018. تحتفظ الفتاة بمدونة تدعو شباب أوقيانوسيا إلى الوعي البيئي.
وجرى في المنتدى عرض تقديمي للكتاب بكلم المشاركة من الموسم السابق من الهند سيدة أنانيا كامبودج وجلسة توقيعها. وبعد الانتهاء من الموسم الخامس لكرة القدم من أجل الصداقة في عام 2017 كتبت أنانيا كتاب «رحلتي من موهالي إلى سانت بطرسبرغ» عن تجربته في المشاركة كصحفي شاب. وهناك تحدثت عن تسع القيم للبرنامج التي تساعد على تغيير العالم نحو الأفضل.
وفي 14 يونيو بعد الانتهاء من المنتدى الدولي للأطفال «كرة القدم من أجل الصداقة» شارك لاعبو كرة القدم والصحفيون الشباب في حفل افتتاح كأس العالم لكرة القدم 2018 المقام في روسيا تحت رعاية الاتحاد الدولي لكرة القدم. رفع الأطفال في ملعب لوزنيكي رسميا أعلام جميع البلدان والمناطق الـ 211 المشاركة في البرنامج هذا العام. وبعد ذلك شاهد المشاركون الشباب كرة القدم من أجل الصداقة في المباراة الافتتاحية بين الفرق الوطنية الروسية والمملكة العربية السعودية.
ودعا الرئيس الروسي فلاديمير بوتين ألبيرت زيناتوف، السفير  الشاب الروسي لبرنامج «كرة القدم من أجل الصداقة»، إلى صندوقه لمشاهدة المباراة الافتتاحية. وهناك تحدث الشاب مع روبرتو كارلوس، بطل كأس العالم من البرازيل، ومع لاعب كرة القدم الإسباني إيكر كاسياس.
شارك أكثر من 1500 شاب ومراهق من 211 دولة ومنطقة في الفعاليات النهائية في موسكو. تم تنظيم في إطار الموسم السادس أكثر من 180 فعالية في مناطق مختلفة من العالم، حيث شارك فيها أكثر من 240 ألف شاب.
دعم مسؤولون الحكومة المشروع في عام 2018. أقرأت أولغا غولوديتس، نائبة رئيس الحكومة لروسيا الاتحادية، الكلمة الترحيبية للرئيس الروسي فلاديمير بوتين إلى مشاركين وضيوف المنتدى الدولي للأطفال.
أرسل رئيس الحكومة لروسيا الاتحادية، دميتري ميدفيديف، برقية ترحيب إلى مشاركين وضيوف المنتدى الدولي السادس للأطفال «كرة القدم من أجل الصداقة».
أشار الممثلة الرسمية لوزارة الخارجية الروسية، السيدة ماريا زخاروفا، إلى أنه يعتبر المجتمع الدولي اليوم إلى برنامج «كرة القدم من أجل الصداقة» عنصراً إنسانياً هاماً في السياسة الاجتماعية الدولية لروسيا وذلك خلال إحاطتها الإعلامية في 23 مايو.
دعم مسؤولون الاتحاد الدولي لكرة القدم برنامج «كرة القدم من أجل الصداقة» تقليدياً. ولاحظت المنظمة أنه بلغ العدد الإجمالي للمشاركين والضيوف للفعاليات النهائية في موسكو 5000 شخص.

### كرة القدم من أجل الصداقة 2019
تم إطلاق الموسم السابع من البرنامج الاجتماعي الدولي للأطفال "كرة الصداقة من أجل الصداقة'' في 18 آذار/ مارس 2019، حيث أقيمت الأحداث النهائية للبرنامج في مدريد في الفترة من 28 أيار/ مايو إلى 2 حزيران/ يونيو.
تم الاحتفال باليوم العالمي لكرة القدم والصداقة بتاريخ 25 نيسان/ أبريل في أكثر من 50 دولة في أوروبا وآسيا وأفريقيا وأمريكا الشمالية والجنوبية وانضم للاحتفال باليوم العالمي لكرة القدم والصداقة أيضاً روسيا الاتحادية.
في 30 أيار/ مايو، استضافت مدريد المنتدى الدولي لبرنامج الشركة المساهمة العامة Gazprom الاجتماعي للأطفال كرة القدم من أجل الصداقة 2019. وجمع المنتدى خبراء من جميع أنحاء العالم - مدربي كرة القدم وأطباء فرق الأطفال والنجوم والصحفيين من وسائل الإعلام الدولية الرائدة وممثلي أكاديميات واتحادات كرة القدم الدولية.
.
في 33 أيار/ مايو، استضاف ريال مدريد أكثر دورة تدريبية لكرة القدم متعددة الجنسيات في العالم. وبختام جلسة التدريب حصلت «كرة القدم من أجل الصداقة» على شهادة رسمية من سجلات غينيس العالمية (GUINNESS WORLD RECORDS®). 4]
في إطار الموسم السابع، قام 32 صحافيًا شابًا من أوروبا وإفريقيا وآسيا وأمريكا الشمالية والجنوبية بصياغة تشكيلة المركز الصحفي الدولي للأطفال التابع لبرنامج كرة القدم من أجل الصداقة، والذي غطى الأحداث النهائية للبرنامج وشارك في إعداد المواد بالتعاون مع وسائل الإعلام الدولية والوطنية.
قدم المشاركون في الموسم السابع كأس «القيم التسع» (جائزة البرنامج الاجتماعي الدولي للأطفال «كرة القدم من أجل الصداقة») لنادي ليفربول لكرة القدم باعتباره الفريق الأكثر مسؤولية اجتماعيًا.
في الأول من حزيران / يونيو، أقيمت مباراة القمة للموسم السابع ضمن نهائيات كأس العالم لـ«كرة القدم من أجل الصداقة»، في ملعب الاتحاد الأوروبي لكرة القدم في مدريد (UEFA Pitch). وقد لعب منتخب «أنتيغوانسكي بولوز» الوطني مع «الشيطان التسماني» وانتهى اللفاء بنتيجة 1: 1 ضمن الوقت الأصلي للمباراة، ثم انتصر «أنتيغوانسكي بولوز» الوطني بركلات الترجيح وفاز بالجائزة الرئيسية.

### كرة القدم من أجل الصداق 2020
في عام 2020، أقيمت الأحداث النهائية للموسم الثامن من "كرة القدم من أجل الصداقة '' عبر الإنترنت على منصة رقمية من 27 تشرين الثاني/ نوفمبر إلى 9 كانون الأول/ ديسمبر 2020. وانضم أكثر من 10000 مشارك من أكثر من 100 دولة إلى الأحداث الرئيسية.
للموسم الثامن من البرنامج، تم تطوير لعبة محاكاة كرة القدم متعددة اللاعبين عبر الإنترنت لكرة القدم من أجل الصداقة، والتي على أساسها أقيمت البطولة العالمية لكرة القدم من أجل الصداقة 2020. وأصبحت اللعبة متاحة للتنزيل في جميع أنحاء العالم اعتباراً من 10 كانون الأول/ ديسمبر 2020 – (اليوم العالمي لكرة القدم). وقد حصل المستخدمون على فرصة المشاركة في المباريات وفقًا لقواعد كرة القدم من أجل الصداقة، وعلى فرصة الاتحاد في الفرق الدولية. وتعتمد اللعبة متعددة اللاعبين على القيم الأساسية للبرنامج، مثل الصداقة والسلام والمساواة.
في 27 تشرين الثاني/ نوفمبر، تم إجراء القرعة المفتوحة لبطولة العالم لكرة القدم من أجل الصداقة 2020.
من 28 تشرين الثاني/ نوفمبر إلى 6 كانون الأول/ ديسمبر، أقيم معسكر صداقة دولي عبر الإنترنت مع برامج تعليمية إنسانية ورياضية للأطفال.
في الفترة من 30 تشرين الثاني/ نوفمبر إلى 4 كانون الأول/ ديسمبر، عُقدت جلسات المنتدى الدولي على الإنترنت «كرة القدم من أجل الصداقة»، حيث تم عرض مشاريع في مجال تطوير رياضة الأطفال. وقد أثنت لجنة التحكيم المتخصصة على العروض التقديمية للمشاريع المتقدمة للحصول على الجائزة الدولية «كرة القدم من أجل الصداقة».
في 7 و 8 كانون الأول/ ديسمبر، أقيمت عبر الانترنيت بطولة العالم لكرة القدم من أجل الصداقة. وقد أقيمت البطولة هذا العام عبر الإنترنت على منصة رقمية، وتم تطوير لعبة محاكاة كرة القدم متعددة اللاعبين لكرة القدم من أجل الصداقة خصيصًا لهذا الغرض.
في 9 كانون الأول/ ديسمبر، جرت المباراة النهائية الكبرى لكرة القدم من أجل الصداقة.
أقيمت سلسلة من الندوات عبر الإنترنت للأطفال من مختلف البلدان لدعم الذكرى السنوية الخامسة والسبعين (75) للأمم المتحدة خلال فترة الموسم الثامن من البرنامج.
وخلال الموسم الثامن من البرنامج، تم إطلاق العرض الأسبوعي «الملعب هو حيث أنا» بالاشتراك مع لاعبي كرة القدم الأحرار من جميع أنحاء العالم. وفي كل حلقة، قام لاعبو كرة القدم الأحرار بتعليم السفراء الصغار أداء الحيل، وفي نهاية كل حلقة تم الإعلان عن مسابقة لأفضل أداء للحيلة. وانتهى العرض بالفئة الرئيسية العالمية عبر الإنترنت، حيث أصبح برنامج كرة القدم من أجل الصداقة حامل الرقم القياسي العالمي في غينيس للمرة الثانية من حيث عدد المشاركين (6 كانون الأول/ ديسمبر 2020).
(تحرير الأخبار الجيدة) هو عرض أسبوعي أطلقه الصحفيون الشباب لكرة القدم من أجل الصداقة، حيث شارك الأطفال أخباراً إيجابية من جميع أنحاء العالم مع الجمهور.

## بطولة العالم في كرة القدم من أجل الصداقة
تُقام الدورة الدولية لكرة القدم للأطفال في إطار برنامج كرة القدم من أجل الصداقة. يتم تشكيل الفرق المشاركة في البطولة -فرق الصداقة- أثناء إجراء قرعة مفتوحة. يجري تنظيم الفرق  على مبدأ كرة القدم من أجل الصداقة: حيث يلعب رياضيون على اختلاف جنسياتهم وأنواعهم وقدراتهم البدنية في نفس الفريق.

## المنتدى العالمي للأطفال كرة القدم من أجل الصداقة
في المنتدى العالمي السنوي للأطفال كرة القدم من أجل الصداقة، يناقش المشاركين الصغار بالمشروع مع الكبار سبل تعزيز وتنمية قيم البرنامج عبر أنحاء العالم. أثناء انعقاد المنتدى، يلتقي الأطفال ويتحدثون مع نظرائهم من مختلف الدول، ومع لاعبي كرة قدم مشاهير، وصحفيين وشخصيات عامة، وكذلك يصبحون سفراء صغار للاستمرار مستقبلا في الترويج للقيم العالمية بين نظرائهم.

## المركز الصحفي العالمي الخاص بالأطفال
من المزايا الخاصة ببرنامج كرة القدم من أجل الصداقة وجود مركز صحفي عالمي للأطفال خاص به.
. وقد تم تنظيمه للمرة الأولى من خلال برنامج كرة القدم من أجل الصداقة في 2014. يغطي الصحفيون الصغار في المركز الصحفي فعاليات البرنامج في بلدانهم 
: يقوموا بإعداد الأخبار لوسائل الإعلام الرياضية المحلية والعالمية، والمشاركة في إنتاج المواد لأجل قناة كرة القدم من أجل الصداقة التلفزيونية، وصحيفة كرة القدم من أجل الصداقة الخاصة بالأطفال، ومحطة الإذاعة الرسمية للبرنامج.
. يجمع المركز الصحفي العالمي الخاص بالأطفال بين الفائزين بالمسابقات المحلية لأفضل صحفي ناشئ ، والمدونين والمصورين والكتاب الشباب. يقدم الصحفيون الصغار من المركز الصحفي وجهة نظرهم من خلال البرنامج، تطبيقًا لمبدأ «من الأطفال للأطفال».

## اليوم العالمي لكرة القدم والصداقة
من خلال برنامج كرة القدم من أجل الصداقة، يتم الاحتفال باليوم العالمي لكرة القدم والصداقة في 25 أبريل 
. وقد تم الاحتفال بهذا اليوم للمرة الأولى في 2014 في 16 دولة. في هذا اليوم، أُجريت مباريات ودية  ، وتجمعات مفاجئة، وماراثونات إذاعية، وعروض تلفزيونية، وجلسات تدريب مفتوحة وغيرها.
شارك أكثر من 50 ألف شخص في الاحتفالية. في 2015، تم الاحتفال باليوم العالمي لكرة القدم والصداقة في 24 دولة. وأثناء الاحتفالية، تمت إقامة مباريات كرة قدم ودية بالإضافة إلى فعاليات أخرى. في ألمانيا، أقام لاعبي كرة القدم في نادي شالكه 04 جلسة تدريبية مفتوحة  ، استضافت صربيا أحد البرامج التلفزيونية، في أوكرانيا، أُقيمت مباراة بين فريق الناشئين بنادي فولين لكرة القدم والأطفال المسجلين في مركز مدينة لوتسك للخدمات الاجتماعية لأجل الأسر والأطفال والشباب. في روسيا، تم الاحتفال بيوم كرة القدم والصداقة في 25 أبريل في 11 مدينة. أُقيمت مباريات كرة قدم ودية في فلاديفوستوك، ونوفوسيبيرسك، ويكاترينبورغ، وكراسنويارسك، وبارناول، وسانت بطرسبرج، وسارانسك، للترويج لقيم البرنامج الأساسية. في كراسنويارسك، وسوتشي، وروستوف-نا-دونو، أُقيم سباق تتابع تحت عنوان الصداقة بمشاركة حملة الشعلة الأوليمبية من المسيرة التتابعية للشعلة الأوليمبية في 2014. في موسكو، وبدعم من الاتحاد العالمي لرياضات المكفوفين، تم تنظيم دورة الفرص المتساوية. في 5 مايو، تم الاحتفال بيوم كرة القدم والصداقة في نيجني نوفغورود وقازان.
في 2016، تم الاحتفال بيوم كرة القدم والصداقة في 32 دولة. في روسيا، تم الاحتفال به في تسع مدن: موسكو وسانت بطرسبرج ونوفوسيبيرسك وبارناول وبيروبيجان وإيركوتسك وكراسنودار ونيجني نوفغورود وروستوف-نا-دونو. استضافت مدينة نيجني نوفغورود مباراة ودية بين لاعبي كرة القدم الناشئين من نادي فولغا لكرة القدم، وأشرف اللاعبون الكبار من النادي على عمليات الإحماء للأطفال وتدريبهم. في مباراة ودية في مدينة نوفوسيبيرسك، شارك طفل من ذوي الإعاقة مع فريق منطقة نوفوسيبيرسك «يرماك-سيبيريا».
في 2017، تم الاحتفال بيوم كرة القدم والصداقة في 64 دولة. شارك لاعبي كرة قدم مشهورين مثل المدافع الصربي برانيسلاف إيفانوفيتش والمهاجم الهولندي ديريك كاوت في الفعاليات حول العالم. في اليونان، حضر الحدث ثيودوروس زاغوراكيس الفائز ببطولة أوروبا لكرة القدم في 2004 مع منتخب بلاده. في روسيا، استضاف نادي زينيت لكرة القدم جلسة تدريبية للطفل زاخار باديوك، السفير الصغير لبرنامج كرة القدم من أجل الصداقة في 2017. أثناء التدريب، أثنى حارس مرمى نادي زينينت لكرة القدم يوري لودجين على قدرات زاخار وشاركه أسرار حراسة المرمى.

## تسع القيم لكرة القدم من أجل الصداقة
خلال المنتدى الدولي الأول للأطفال الذي عقد في 25 مايو 2013 شكّل سفراء الشباب من المملكة المتحدة وألمانيا وسلوفينيا والمجر وصربيا وبلغاريا واليونان وروسيا القيم الثمانية الأولى للبرنامج - وهي الصداقة، والمساواة، والعدالة، والصحة، والسلام، والوفاء ، النصر والتقاليد - وعرضها في الرسالة المفتوحة. تم إرسال هذه الرسالة إلى رؤساء المنظمات الرياضية الدولية: الاتحاد الدولي لكرة القدم (FIFA)، والاتحاد الأوروبي لكرة القدم (UEFA)، واللجنة الأولمبية الدولية. وأكد جوزيف بلاتر في سبتمبر 2013 خلال اجتماعه مع فلاديمير بوتين وفيتالي موتكو استلام هذه الرسالة وأعرب عن استعداده لدعم كرة القدم من أجل الصداقة.
وفي عام 2015 انضم المشاركون من الصين واليابان وكازاخستان إلى برنامج كرة القدم من أجل الصداقة وعرضوا إضافة القيمة التاسعة - الشرف.

## سوار الصداقة
تبدأ كل نشاطات اليوم العالمي لكرة القدم والصداقة بتبادل أسورة الصداقة، كرمز للتسامح، للمساواة ونظام حياة صحي. يحتوي السوار على خيط أخضر يرمز إلى ميدان كرة القدم وأخر أزرق يرمز إلى لون السماء 
في 2014، قدمت سوار الصداقة لكل من فيتور بايا  ديك أدفوكات  ، فرانتز بيكان باور وأناتولي تيموشكوك 

## أنشطة المشاركين فيما بين المواسم
يشارك لاعبي كرة القدم الصغار من برنامج كرة القدم من أجل الصداقة في العديد من الفعاليات والمناسبات خارج الموسم الرسمي. في مايو 2013، أقام لاعبون من نادي ماريبور لكرة القدم للناشئين (سلوفينيا) مباراة ودية خيرية مع أطفال من كمبوديا. في 14 سبتمبر 2014 بمدينة سوتشي، تحدث المشاركون الروس في البرنامج مع فلاديمير بوتين أثناء اجتماع الرئيس الروسي مع سيب بلاتر رئيس الاتحاد الدولي لكرة القدم. في يونيو 2014، وجه الرئيس الفرنسي فرانسوا هولاند الدعوة إلى فريق تافيرني، أحد أعضاء برنامج كرة القدم من أجل الصداقة، للحضور إلى قصر الإليزيه لمشاهدة مباراة فرنسا ونيجيريا في كأس العالم لكرة القدم 2014. في أبريل 2016، التقى سفير برنامج كرة القدم من أجل الصداقة في 2015 يوري فاشكوك مع أقوى رجل في بيلاروسيا كيريل شيمكو، ومع لاعبي كرة القدم الناشئين من فريق باتي لمشاركة تجربة مشاركتهم في المشروع. أهدى يوري فاشكوك أحد سوارات الصداقة الرمزية إلى كيريل شيمكو، مسلمًا له الشعلة لمتابعة ترويج ونشر أفكار المشروع: الصداقة، والعدل، ونمط الحياة الصحي.

## الجوائز
فاز برنامج كرة القدم من أجل الصداقة بالعديد من المسابقات وحصل على عدد من الجوائز الروسية والعالمية. ومن بينها: «أفضل المشروعات الاجتماعية في روسيا» في الفئة «تنمية التعاون الدولي»، وجائزة الريشة الذهبية للرابطة الدولية لرجال الأعمال في الفئة «المسؤولية الاجتماعية للشركات» (2016)، وجائزة سابر في الفئة «أفضل مشروع اجتماعي في العالم» (2016)، وجائزة Drum Social Buzz في الفئة «أفضل إستراتيجية عالمية» (2017)، والجائزة الدولية لحلول التسويق الرقمية المبتكرة في الفئة «أفضل إستراتيجية إعلامية» (2017)، وجائزة «القوس الفضي» في الفئة «أفضل مشروع اجتماعي في روسيا» (2018)، والجائزة الكبرى «القوس الفضي» (2018).